# Begonia aguiabrancensis
Begonia aguiabrancensis es una especie de planta de la familia Begoniaceae. Esta begonia es originaria de Espírito Santo en Brasil. Fue descrita en 2008 por el botánico Ludovic Jean Charles Kollmann (1965-). El epíteto específico es aguiabrancensis, que se refiere al municipio de Águia Branca.
Begonia aguiabrancensis es una planta herbácea de 4 cm. Las flores masculinas son de color blanco con anteras amarillas.